# Zeneide Costa
Zeneide Costa (Mazagão),  é uma política brasileira, filiada ao PODE. 
Nas eleições de 2022, foi eleita deputada estadual pelo AP.